# Elecciones estatales de Yucatán de 1981
Las elecciones estatales de Yucatán de 1981 se llevaron a cabo el domingo 22 de noviembre de 1981, y en ellas se renovaron los siguientes cargos de elección popular en el estado mexicano de Yucatán:
- Gobernador de Yucatán. Titular del Poder Ejecutivo del estado, electo para un periodo de seis años no reelegibles en ningún caso, el candidato electo fue Graciliano Alpuche Pinzón.
- 106 ayuntamientos. Compuestos por un Presidente Municipal y regidores, electos para un periodo de tres años no reelegibles para el periodo inmediato.
- Diputados al Congreso del Estado. Electos por mayoría relativa en cada uno de los Distrito Electorales.

## Resultados electorales

### Gobernador
|  | 16.4 % |

|  | 78.5 % |

|  | 2.7 % |

|  | 100.00 % |

### Ayuntamientos
| Partido                                       | Partido                                     | Municipios |
| --------------------------------------------- | ------------------------------------------- | ---------- |
|                                               | Partido Acción Nacional                     | 1          |
|                                               | Partido Revolucionario Institucional        | 103        |
|                                               | Partido Auténtico de la Revolución Mexicana | 1          |
|                                               | Partido Comunista Mexicano                  | 0          |
|                                               | Partido Popular Socialista                  | 0          |
|                                               | Partido Revolucionario de los Trabajadores  | 0          |
|                                               | Partido Socialista de los Trabajadores      | 1          |
| Fuente: Instituto de Mercadotecnia y Opinión. |                                             |            |

#### Ayuntamiento de Mérida
- Guido Espadas Cantón  Hecho